# 賈拉伊爾河
賈拉伊爾河（烏克蘭語：Джалаїр），是東歐的河流，流經摩爾多瓦和烏克蘭，屬於薩拉塔河的左支流，河道全長33公里，流域面積151平方公里，發源自斯特凡大公附近，最終注入布拉戈達特涅以南。